# Заплюсся
Заплюсся (рос. Заплюсье) — робітниче селище в Плюському районі Псковської області Російської Федерації.
Населення становить 869 осіб. Входить до складу муніципального утворення Муніципальне утворення Заплюсся.

## Історія
Від 2015 року входить до складу муніципального утворення Муніципальне утворення Заплюсся.

## Населення
| 1970  | 1979  | 1989  | 2001  | 2002  | 2009  | 2010  |
| ----- | ----- | ----- | ----- | ----- | ----- | ----- |
| 2341  | ↘2092 | ↘1896 | ↘1642 | ↘1393 | ↘1149 | ↘1096 |
| 2011  | 2012  | 2013  | 2014  | 2015  | 2016  | 2017  |
| ↘1091 | ↘1073 | ↘1058 | ↗1066 | ↗1103 | ↘1052 | ↘1042 |
| 2018  | 2019  | 2020  | 2021  |       |       |       |
| ↘1033 | ↘972  | ↗977  | ↘869  |       |       |       |